# Arctia rosea
Arctia rosea là một loài bướm đêm thuộc phân họ Arctiinae, họ Erebidae.